# 97 v.Chr.
Het jaar 97 v.Chr. is een jaartal volgens de christelijke jaartelling.

## Gebeurtenissen

### Italië
- Gnaius Cornelius Lentulus en Publius Licinius Crassus zijn consul in het Imperium Romanum.

## Geboren
- Appius Claudius Pulcher (~97 v.Chr. - ~49 v.Chr.), Romeins consul en staatsman